# Slobodan Kuzmanovski
Slobodan Kuzmanovski, jugoslovanski (srbski) rokometaš, * 11. junij 1962, Šabac.
Leta 1984 je na poletnih olimpijskih igrah v Los Angelesu v sestavi jugoslovanske rokometne reprezentance osvojil zlato olimpijsko medaljo; na naslednjih igrah je osvojil še bronasto medaljo.